# Oabius kernensis
Oabius kernensis är en mångfotingart som beskrevs av Chamberlin 1941. Oabius kernensis ingår i släktet Oabius och familjen stenkrypare. Inga underarter finns listade i Catalogue of Life.